# 董其昌

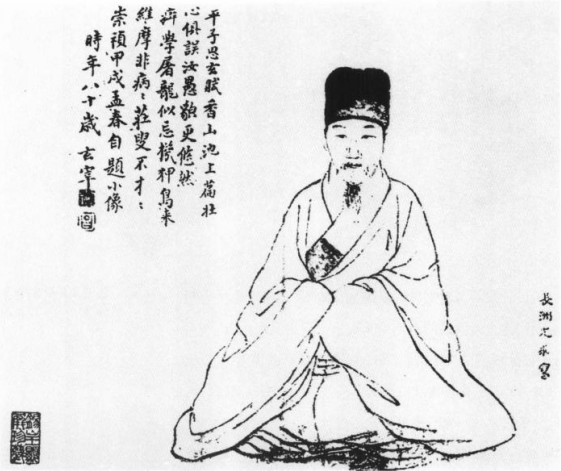
自題肖像 1634年

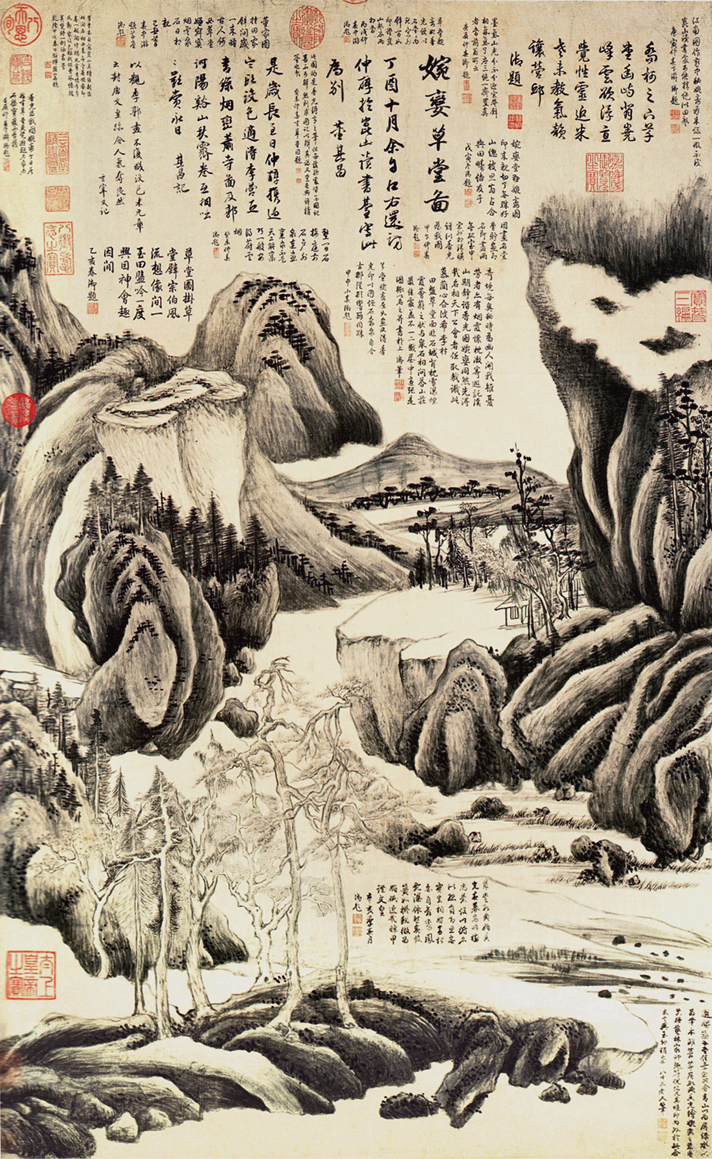
婉孌草堂図 1597

董 其昌（とう きしょう、嘉靖34年1月19日（1555年2月10日） - 崇禎9年9月28日（1636年10月26日））は、中国明代末期に活躍した文人であり、特に書画に優れた業績を残した。清朝の康熙帝が董其昌の書を敬慕したことは有名である。その影響で清朝において正統の書とされた。また独自の画論は、文人画（南宗画）の根拠を示しその隆盛の契機をつくった。董其昌が後世へ及ぼした影響は大きく、芸林百世の師と尊ばれた。また、黄公望・陳継儒・王思任・楊龍友・倪瓚・王時敏・夏雲鼎・孔尚任とあわせて「金陵九子」と呼ばれる。
字は玄宰。号は思白・思翁・香光と称し、斎室の戯鴻堂・玄賞斎・画禅室も号として用いている。禅に帰依していたため香光居士ともいった。松江府上海県董家匯（現在の上海市閔行区馬橋鎮）の人。

## 略歴
幼い頃より高級官僚にして書家で名を馳せた莫如忠の書生となり、その子の莫是龍に兄事した。13歳で科挙の童試に合格し諸生となる。万暦17年（1589年）、35歳にして殿試に及第し進士となり翰林院庶吉士となった。次いで編修、光宗が皇太子の頃の教育係などを歴任し高級官僚の道を歩む。しかし万暦27年（1599年）、政争に巻き込まれて左遷されると病気を理由に職を辞して帰郷。6年後に湖広提学副使になったが生員らの騒擾事件を引き起こしてしまい1年半で辞職。十数年後、光宗が即位するとその招聘を受けて天啓元年（1621年）太常寺少卿に任命され『神宗実録』の編纂に携わる。即位一カ月あまりで光宗が卒してしまうとほぼひとりで『光宗実録』を編纂した。この功績を評価され要職を歴任し南京礼部尚書（南京の文部大臣）になった。しかし、権力を掌握した宦官の魏忠賢に粛清されることを危惧して辞職。崇禎4年（1631年）また召し出され南京礼部尚書を任命されたが翌年引退。太子太保を加えられる。帰郷してほどなく病没。死後に太子太傅を与えられる。享年83。南明の福王のときに文敏と諡号が贈られた。
董其昌は官僚としての栄達を強く望んでいたわけではなく、むしろ政務にあるときも郷里の松江華亭で多くを過し、詩書画三昧の生活を好んだ。またその一族とともに高利貸などを営みかなりの横暴を働いて富を収奪し書画の収集などに費やした。このために恨みを買い民衆の襲撃にあって家を焼かれている（董氏の奴変、1619年）。一説には勢家（土地の権力者の一族）との権力抗争が激化したことによるものとされる。
当時の松江華亭はお隣の蘇州と比肩するほどに商業的な発展を遂げて、市民社会にゆとりが生じ文雅文芸を楽しむ気風が醸し出された。書画の販売・出版熱にともなって江南都市文化は洗練されていった。そのような環境の中で董其昌は多くの文人墨客と親交を深めた。特に友人の陳継儒・莫是龍・顧正誼との相互の交わりが董其昌の芸術活動に大きな影響を与えた。やがて董其昌は江南における芸苑の重鎮となっていった。

## 書

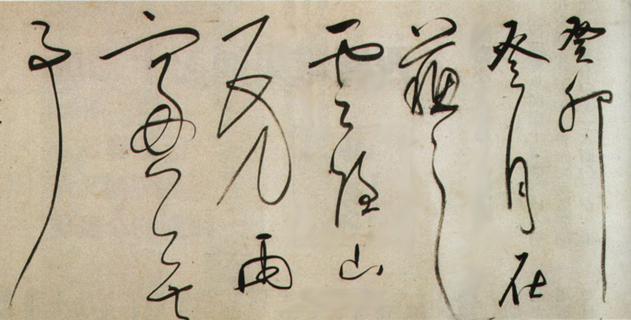
行草書羅漢賛等書巻（部分） 1603年 東京国立博物館蔵 （掲載部分の釈文）癸卯参月 在蘇之雲隠山房 雨窓無事

13歳で科挙の童試に合格したものの、書が拙であるとされたためトップにはなれなかった。このことに発奮して17歳から本格的に書の研鑽をはじめ、それは30年以上にもわたったという。はじめ碑文や法帖で顔真卿・鍾繇・王羲之に学んでいたが、25歳の時に有名な蒐集家・鑑識家である項元汴の許で歴代名家の真蹟を見てから書の神髄は真蹟によらねば得られないと悟り、徹底して真蹟の臨模に努めた。「我が書は臨倣せざる所はなし」とまで述べるほどだった。47歳にしてようやく自己の体を獲得したと吐露しているが、特にこれを董体と称する。
董其昌は北宋の蘇軾・黄庭堅・米芾らの革新的な書法観に感化されている。書の精髄は魏晋にあり、王羲之の精神を把握し、形ではなくその神韻を受け継ぐべきで、そのために書は天真爛漫であるべきとした。初唐の四大家である欧陽詢・虞世南・褚遂良・薛稷らは形ばかりで神韻がないとし、顔真卿・張旭・懐素らがその神韻を受け継いでいるとした。一方、文徴明らの呉派には批判的で、その先駆けとなる元代の趙孟頫には激しく対立した。趙孟頫らは形ばかりを真似て俗態であると斥けている。しかし、後に自ら編纂した『戯鴻堂帖』には趙孟頫の書を加えていることから強いライバル心を抱きながらも一目置いていたことが分かる。
董其昌は早くから禅に参じており、その書の根底に禅味があるとされた。明代は自由闊達な精神を好む時代であったから董其昌の書法はたちまち称揚された。邢侗・張瑞図・米万鍾とともに「邢張米董」と称され、米万鍾とともに「南董北米」と称された。清代になると康熙帝が偏愛と呼べるほどに私淑し、その推賞から当時の士大夫（文人）の間でもてはやされた。乾隆帝も董其昌の書風を好んだため、長らく隆盛した。秦祖永は『桐陰論画』において董其昌を歴代名家の最高位に置いて「神品」と評している。

## 画

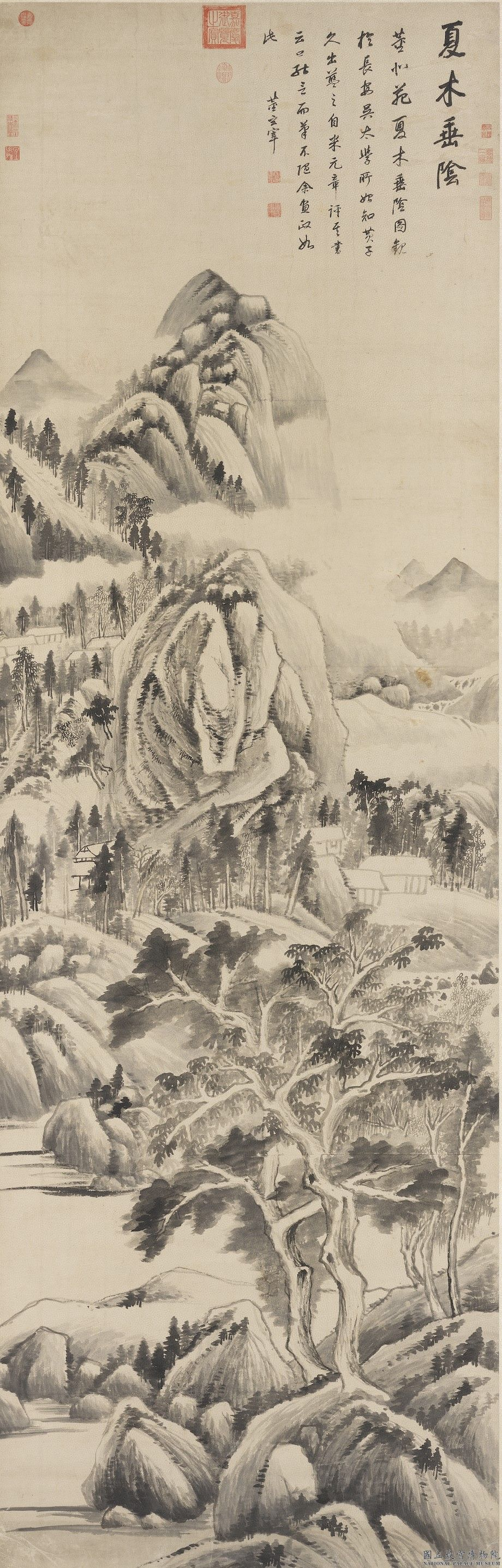
董其昌、夏木垂陰、軸装、水墨画

### 古人の研究と作風
董其昌は23歳のときにはじめて山水画を試みたと述べている。先輩の顧正誼の家で元末四大家の作に触れたことに感動したからだという。その後、莫是龍や陳継儒にも教えられて次第に画を研鑽し始め、やがて趙左・顧元慶・范允望なども加わり絵画のグループが形成された。この一派は蘇州の沈周や文徴明の末流である呉派に対して松江派と呼ばれ明末の停滞気味な絵画芸術を革新していく。彼らは古画の鑑賞と臨模を通して主に元末四大家を中心とした古人の研究を重視した。しかし董其昌はさらにその淵源を探ることを望み官僚としての立場を巧妙に利用して、大収蔵家の項元汴の家を度々訪ねては宋・五代十国・唐の古画名品を鑑賞しその研究を貪欲に進めている。特に唐の王維・五代の董源・そして元末四大家、中でもとりわけ黄公望の真筆に臨み大いに刺激を受けている。研究の熱心さは書画の蒐集熱となり、黄公望の最高傑作「富春山居図」を入手したときの喜びようは度を超えていた。この他にも相当の名品を数多く入手している。
董其昌は山水画を得意としたが、その技法は古人から学んでいる。郭忠恕の「輞川図巻」の臨模を通じて気勢の表現を取り入れた。この気勢とは風水のいうところの大地のエネルギーの表象であり、董其昌はうねるような山水にこのエネルギーを表現している。また構図を大きく分割配置する三・四大分法を取り入れ簡潔でダイナミックな構図を特徴とした。極端にデフォルメされ一見奇怪な景勝に見える。徹底して古人に学びながら形式主義に陥らずその作品は革新的であった。

### 画論
董其昌が『画旨』・『画禅室随筆』において展開した説は明代の代表的な画論となり、後世に大きな影響を残している。
南北宗論は南宗文人画の正統を示し、その祖を唐の王維まで遡り、董源・巨然・米家父子へ続き、元末四大家を称揚し、文徴明らの呉派を嫡流とすることで自らの立場を正統とした。一方、北宗院体画を貶める内容であるため尚南貶北論とも呼ばれ、その恣意性を指摘されることもある。なお、莫是龍の『画説』にもほぼ同じ南北宗論が掲載されていてどちらがオリジナルであるか明確には決着していない。
元末四大家の中でとりわけ倪雲林の古淡・幽淡な画趣を第一とし、山水は平淡天真であることを理想に掲げているが、このあたりに禅の影響がみられる。山水画は着色を用いず、水墨のみで描くことを提唱している。
この他に山水画の必須条件として雲烟を挙げていることに注目される。山水に雲烟を描いたのは唐代に江南で活躍した王墨を始めとし、董源に継承され、米芾が溌墨の技法を完成させたものとしている。北宋の米芾が「王維の画は刻画であるので学ぶ必要はない」としていることに納得せず、王維の真筆を探し求め、ついに『江山雪霽図巻』に出会って自らの信念が正しかったことを確認して大いに感動している。この作品には墨の濃淡を使い分ける渲淡の技法が用いられていたのである。
また六朝時代の造化論を一歩進めた。画の六法のひとつである気韻生動について従来気韻は天賦の才であるとされてきたところを「万巻の書を読み万里の路を行けば自ずと胸中に自然が映し出ようになる」とした。さらに「画家は最初古人を師とするが、のちには自然を師とする」としている。これらの説は後世の文人画家の創作の標となった。日本でも富岡鉄斎が座右の銘として実践している。
董其昌の画論を総じていえば古画名品の実践的研究から文人画に理論的な根拠を与えたものということができる。

### 後世への影響と評価
董其昌の革新的な画風はすぐ後に続く呉彬・陳洪綬・丁雲鵬・米万鍾・李士達・盛茂燁などエキセントリックな画家や松江派・杭州派・金陵派・新安派といった江南都市絵画、あるいは四王呉惲の南宗正統派などの先駆となった。またその画論は文人画家の大きなよりどころとなった。以上のことから明末清初の多様な絵画の潮流は董から興ったといってよい。
後世において董其昌の画は高く評価されている。特に清の文人皇帝である乾隆帝は董其昌の書画を愛したことで知られる。たとえば「婉孌草堂図」に対して22題もの記念の詩をぎっしり書き込んでしまっているがその偏愛ぶりが窺える。
しかし、現代になると董其昌への評価は手厳しくマイケル・サリバンなどは技巧が目立ちすぎ気韻が見えないとしている。一方、川原正二などは董其昌の書は筆力が不足しているとしながらも画については手放しで絶賛している。

## 人と思想
董其昌は、禅に傾倒し書斎を画禅室と名付けるほどだったが、華厳や浄土等その他の仏教思想にも惹かれている。さらに異端思想家である李卓吾を友人らと北京郊外の極楽寺に訪ね、禅を通してその童心論を熱烈に受け入れている。李卓吾は仮を排し童心を説いたことで知られるが、董其昌が自らの芸術において天真爛漫を尊んだこともこの童心への帰着であろう。また普段の董其昌は我儘、身勝手で悪辣な性質だったことが明らかとなっている。還暦にして15歳の少女を妾とし、高利貸などをして蓄財し書画の蒐集に貪欲だったが、これらの悪徳が原因で民衆の襲撃を二度も受けている。欲望、功利を卑しむことを偽善とする李卓吾の主観唯心論を崇拝する董其昌にとって思わぬしっぺ返しだったろう。
董其昌は芸術では優れていたが、その人格は低劣で知られる。1604年（万暦32年）に湖広提学副使に任ぜられ、地方の教育行政の要職に就いたが、学生試験中の監督を放棄して行楽に出かけたり、試験前日に事務所の門前に「明日は試験なし」と掲示し、当日知らぬ学生達が出題を待ち続け、一人がたずねると「昨日出題したはずだが」と答え不合格にするなど、学生をしばしば愚弄した。このため地元有力者たちの怒りを買い、学生たちを多数集めて董其昌の官舎を襲撃破壊する事件に発展し、董其昌も解任されている。
また故郷華亭（上海市松江区）に戻った董其昌は、屋敷には豪邸を建て、再起を目論み積極的に役人に接触している。またやくざに他人の財産を強奪し一般女性を略奪し住民に暴行を働かせた。対して地方政府は見ぬふりをした。1616年（万暦44年）不正を明らかにした秀才らが殺害されたことで住民の怒りが爆発した。「米価を下げたいなら先ず董其昌を殺せ」という歌が広まり、恨みを持つ別地域の人も加わって襲撃し、董其昌は帰安に逃れ、豪邸は貴重な美術コレクションとともにことごとく燃やされている。また自分の扇面は董其昌筆であると言って董其昌との交友を誇示しようとした人は、全く逆効果で扇子は引き裂かれひどく殴られたという。

## 日本への影響
日本においては江戸時代初期の頃より漢文の素養が知識階級に広まりやがて中国書法へ傾倒する文人が現れると、いわゆる唐様が成立した。この手本となった書家が、宋の米芾・張即之、元の趙孟頫、明の文徴明、そして董其昌であった。江戸時代中期以降これらの書家の法帖が和刻されて刊行されているが劣悪なものであった。江戸時代後期になると中国から船載され長崎経由で渡来した法帖が急増し、和刻法帖とともに需要が高まった。時代が下がるほど明代の書家に人気が高まり、董其昌は文徴明とともに人気を二分している。『小玉煙堂帖』・『戯鴻堂法書』など董其昌の法帖が競って求められた。
董其昌の書に影響を受けた書家に細井広沢の門人である飯田百川や平林淳信がみえる。また頼山陽の壮年期の書体は董其昌の影響が色濃く、篠崎小竹や尾藤二洲・古賀精里などの儒学者にも影響がみえる。中井薫堂は董其昌に私淑し彼に因んだ号を用いて書家・詩人として活躍した。画についても長崎派の画人である木下逸雲が大いに影響されている。

## 著作
- 『画禅室随筆』（書画論）
- 『画旨』（書画論）
- 『容台集』（詩文集）
- 『神廟留中奏疏彙要』

## 主な作品

### 画
- 「高逸図」北京故宮博物院
- 「磐谷序書画合璧巻」大阪市立美術館
- 「青弁山図」1617年 クリーブランド美術館
- 「婉孌草堂図」1597年 台北 個人蔵
- 「丁巳九月山水図」1617年 ヴィクトリア国立美術館
- 「江山秋霽図」クリーブランド美術館

### 書
- 「行草書巻」1603年 東京国立博物館
- 「菩薩蔵経後序」1618年 台北国立故宮博物院
- 「邠風図詩巻」1621年
- 「酒徳頌巻」

## 関連文献
- 中田勇次郎『文人画論集』中央公論社、1982年。
- 大槻幹郎『文人画家の譜』ぺりかん社、2001年、ISBN 4831508985
- 古原宏伸編『董其昌の書画』「研究篇」「図版篇」の2分冊、二玄社、1981年
  - 『中国画論の研究』、『中国画巻の研究』、中央公論美術出版、2003-2005年
- 『画禅室随筆 新訳』福本雅一ほか訳、日貿出版社 1984年
- 『神田喜一郎全集 第4巻 画禅室随筆講義』同朋舎出版、1990年

日本語版図録
- 『文人画粋編 第5巻　徐渭・董其昌』中央公論社、1978年

解説：陳舜臣、古原宏伸、呉訥孫、中田勇次郎（上記に再録）、入矢義高（詩の注解）
- 『董其昌とその時代　明末清初の連綿趣味』台東区立書道博物館、2017年